# Synegia atriplena
Synegia atriplena là một loài bướm đêm trong họ Geometridae.